# Sinheungsa
Sinheungsa est un des temples principaux de l'ordre Jogye du bouddhisme coréen. Il est responsable des 20 temples de la troisième paroisse depuis 1995, après avoir été subordonné à Geonbongsa. Il se trouve sur les pentes du mont Seorak, sur le territoire de la ville de Sokcho dans le nord-est de la Corée du Sud, province de Gangwon. 

## Histoire
Le temple a été fondé au pied du Dalmabong en 653 par le moine Jajang dans la sixième année du règne de la reine Jindeok de Silla sous le nom de Hyangseongsa, le « temple du bouddhisme zen » (38° 10′ 42″ N, 128° 29′ 01″ E). Il est ainsi parfois présenté comme étant le plus vieux temple zen (seon dans sa version coréenne) du pays. Il brula en 699 et en 1645 et fut reconstruit en 710, 1648 et 1847. Le temple primitif comportait initialement un stupa à neuf étages appelée Hyangseongsaji et abritant des reliques du Bouddha. Il n'en reste actuellement que trois étages qui ont été transférés au New Seorak Hotel. Ce stupa a été désigné trésor n° 443.
À la suite de l'incendie de 1645, il a été reconstruit plus haut dans la montagne à la suite d'un rêve des trois moines restants. Dans ce rêve, ils rencontrent un dieu qui leur promet que le temple ne sera jamais endommagé par le feu, l'eau ou le vent s'ils déplacent le temple. Depuis lors, il est appelé Sinheungsa, « le temple inspiré par Dieu ».

## Description

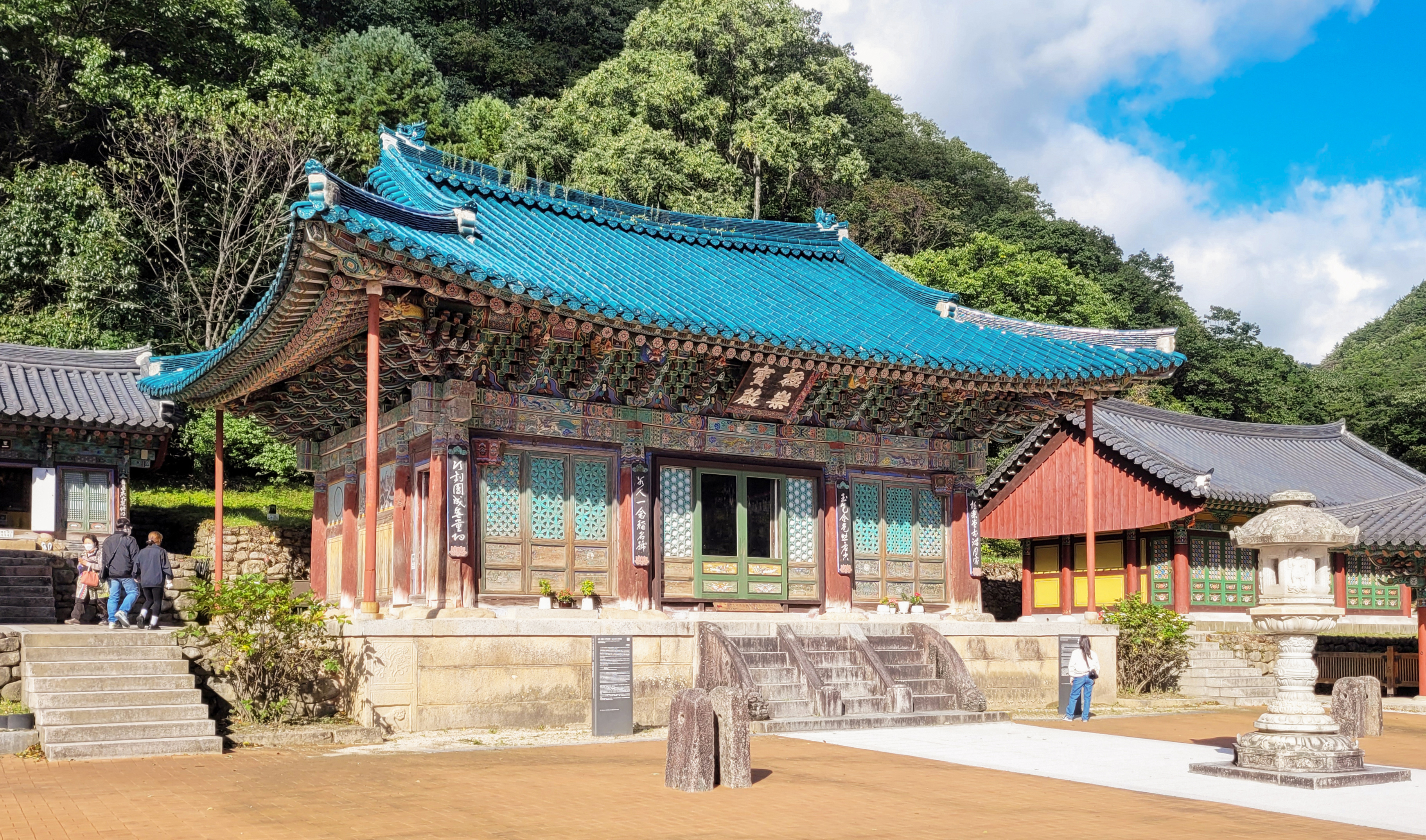
Le Geungnakbojeon

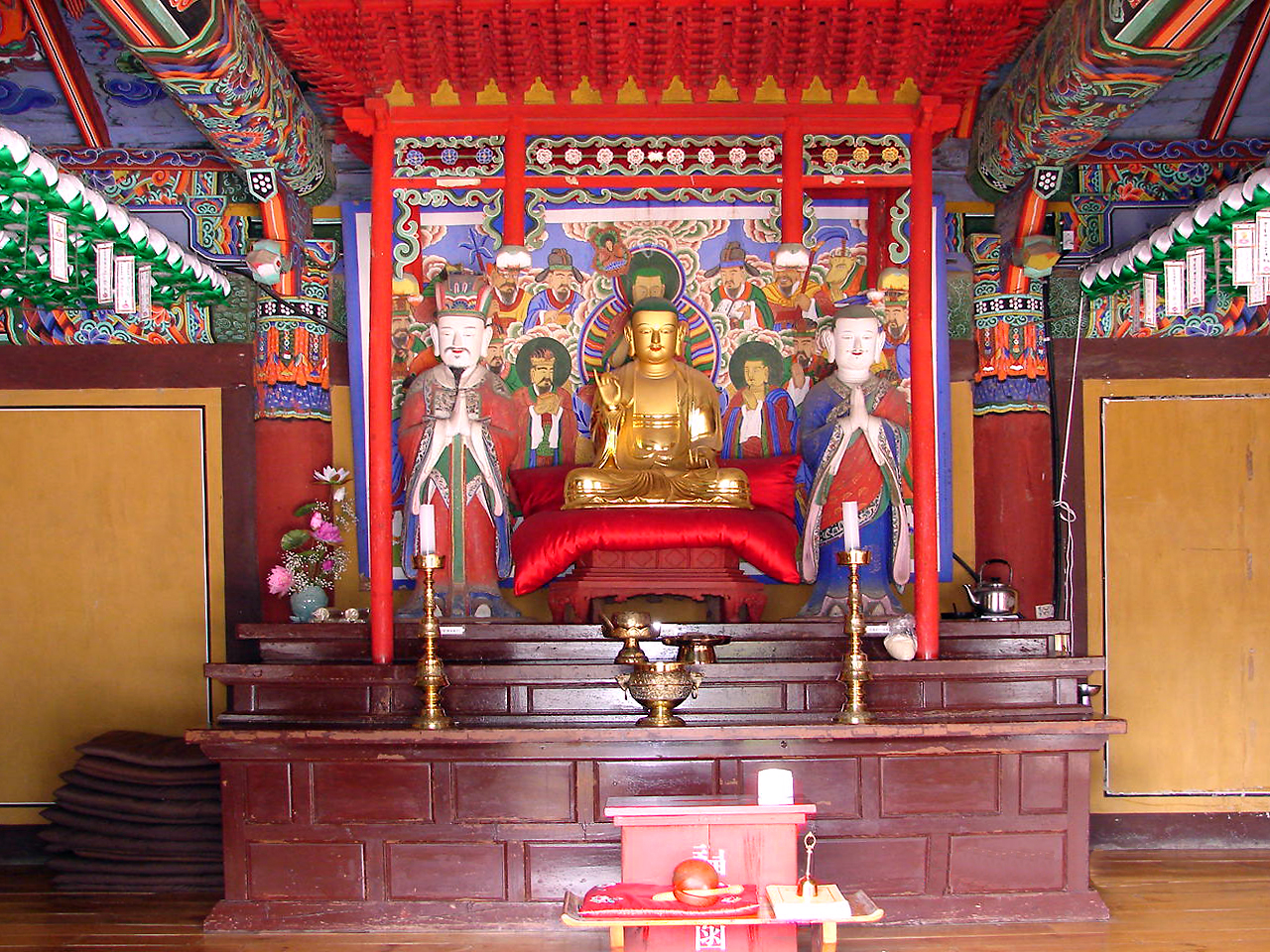
Le Myeongbujeon

Sinheungsa se trouve à 10 minutes de marche au-dessus de l'entrée du parc national du mont Seorak. On y accède par un pont nouvellement construit, Hyeonsugyo, qui donne sur Cheongwangmun, la porte des rois célestes. Ces rois sont traditionnellement au nombre de quatre : Jiguk tient une épée, Damun un luth, Gwangmok une tour et Jeungjang un dragon.  Les principaux bâtiments qui le composent sont Geukrakbojeon (temple principal), Bojeru, Jonggak (le pavillon de la cloche) et Yosachae (le dortoir). Il contient également 19 pagodes.
Geukrakbojeon (la salle de la félicité suprême) est le bâtiment principal. Il a été désigné bien culturel tangible du Gangwon n° 14 en 1971. Ce temple est dédié à Amitābha qui est accompagné par Avalokitesvara et Mahasthamaprapta. Sur les murs extérieurs, les 10 tableaux du dressage du bœuf sont représentés, ils décrivent le chemin spirituel d'un moine zen. L'édifice a été conçu pendant la quinzième année du règne de Injo de Joseon (r. 1623-1649) par trois moines : Yongseo, Yeonok et Hyeok. Depuis, il a été remanié en 1750, reconstruit en 1821 et réparé en 1977. Ses escaliers avait été taillés dans une seule pierre en 1761 par Hongjin et Hong-un. Depuis  les réparations de 1977, ils sont constitués de trois pierres. Juste devant se dresse Bojeru, un pavillon ouvert construit en 1770 et utilisé pour des réunions religieuses. Il est classé en tant que bien culturel tangible du Gangwon n° 104 depuis 1985.
Autres pavillons : Myeongbujeon (le hall du jugement), construit en 1737, reconstruit en 1797 et remanié en 1975. Entre le hall du jugement et la salle de la félicité suprême, un sanctuaire est dédié aux dieux indigènes. Il contient une représentation de Sanshin, le dieu de la montagne, accompagné d'un tigre. 
Il abrite également des gyeongpan (bien culturel tangible du Gangwon n° 15 depuis 1971). Ce sont des plaquettes de bois gravées larges de 18,5 cm et hautes de 30 à 40 cm portant des textes sacrés en coréen, en chinois et en sanscrit. 

## Le Bouddha de bronze

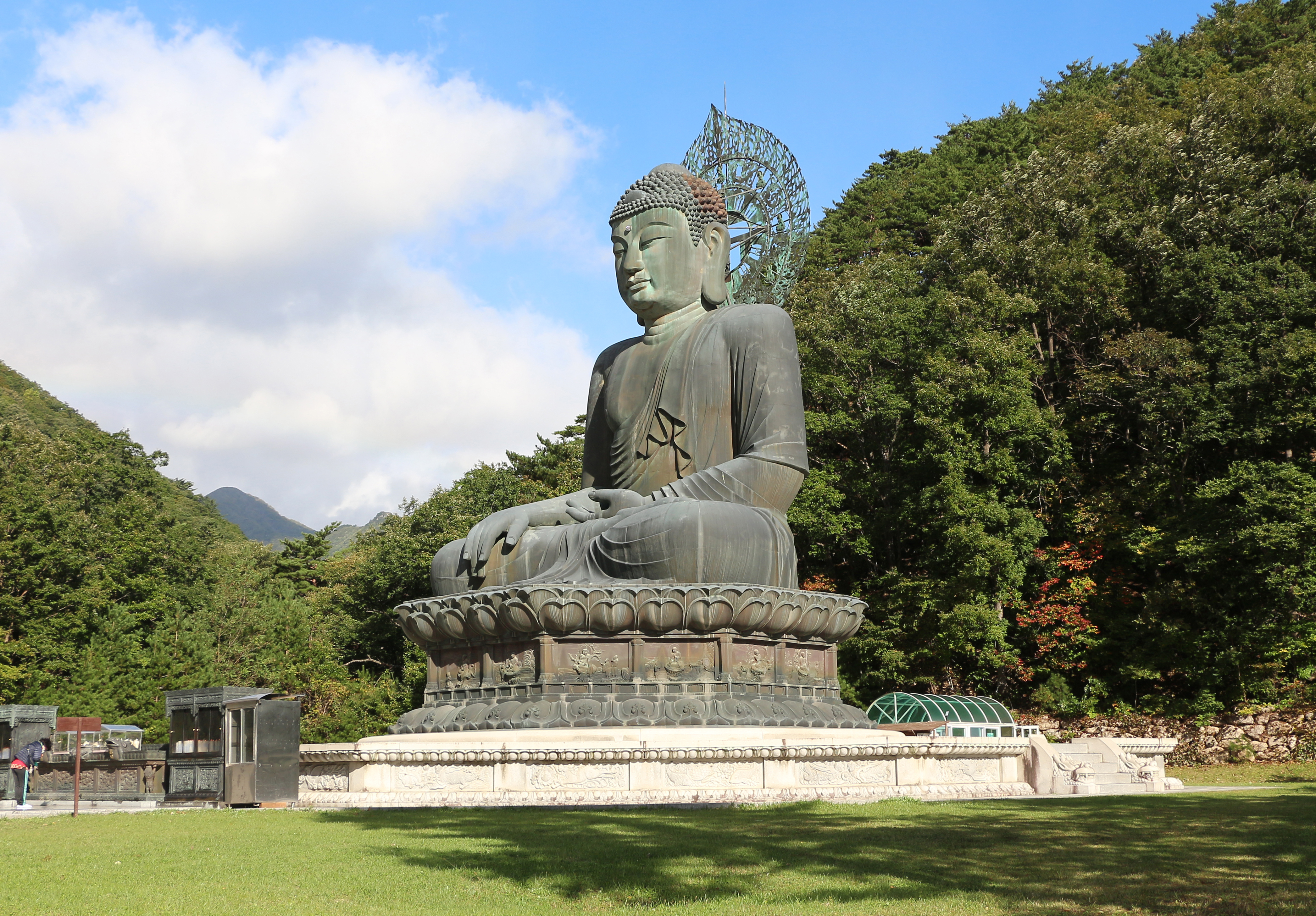
Tong-il Daebul, le Bouddha de la grande réunification

Le Bouddha de la grande réunification est une statue en bronze haute de 14,6 mètres et pesant 108 tonnes assise sur un piédestal de 4 mètres 30 réalisé dans le même matériau et située en contrebas du temple. Elle a été inaugurée en octobre 1997 après 11 ans de construction et est appelée « Tongildaebul ». Son financement a été assuré par 300 000 contributions des visiteurs du temple pour un cout total de 3,8 milliards de won (4,1 millions de dollars). Le piédestal est flanqué de 16 panneaux gravés, le front du Bouddha porte en son centre une pierre de jade de 10 cm entourée de 8 morceaux d'ambre de 8 cm. Le Tongil Daebul est assis les jambes croisées et médite avec les yeux mi-clos. Ses mains sont positionnées dans le mudra symbolisant « l'illuminé ». À l'intérieur de la statue, le tripitaka (les écritures bouddhistes) et trois morceaux du sari de Bouddha offerts par le gouvernement du Myanmar ont été placés. Cette statue représente le souhait fondamental des Coréens d'assister à la réunification de leur pays divisé. 

## Ermitages
Plus haut dans la montagne, il existe quelques ermitages :
Pongjeong-am est situé à 1223 m d'altitude. C'est le plus haut ermitage du pays. Sa stupa renferme des reliques du Bouddha historique, un privilège que ne possède que cinq temples de Corée du Sud. il a été fondé en 643, également par Jajang.
Gyejo-am mérite aussi une mention particulière puisqu'il a été fondé un an auparavant, c.à.d. en 652 par le moine Jajang. Cet ermitage a servi de centre de méditation à d'autres moines célèbres tels que Wonhyo et Uisang. Il est composé d'un petit pavillon et d'un autel dans une grotte. La cloche serait vieille de 1400 ans et la statue de bouddha aurait 1000 ans. 
Wonhyo venait également méditer dans Geumgang-gul, la grotte de diamant.

## Divers
Sinhungsa est situé dans le parc national du Seoraksan et de nombreux touristes montant à un des sommets de la montagne, le Ulsanbawi, passent par le temple. 
Il existe d'autres temples portant le même nom ; ils se trouvent à Séoul, Samcheok et Icheon. 